# Blosville
Blosville – miejscowość i gmina we Francji, w regionie Normandia, w departamencie Manche.
Według danych na rok 1990 gminę zamieszkiwały 223 osoby, a gęstość zaludnienia wynosiła 53 osoby/km² (wśród 1815 gmin Dolnej Normandii Blosville plasuje się na 665. miejscu pod względem liczby ludności, natomiast pod względem powierzchni na miejscu 949.).